# Južnyj (Kraj di Altaj)
Južnyj (in russo Южный?) è un insediamento di tipo urbano del Territorio dell'Altaj (Siberia Occidentale), in Russia. Fa parte del distretto urbano della capitale Barnaul.
La località si trova 11 km a sud del centro di Barnaul.